# Criquetot-le-Mauconduit
Criquetot-le-Mauconduit é uma comuna francesa na região administrativa da Normandia, no departamento de Sena Marítimo. Estende-se por uma área de 4,18 km². Em 2010 a comuna tinha 176 habitantes (densidade: 42,1 hab./km²).